# Aleksandra Wiśnik
Aleksandra Wiśnik, po mężu Lisek (ur. 7 maja 1992) – polska lekkoatletka, tyczkarka.
Halowa mistrzyni (2013) i wicemistrzyni (2014) Polski. Srebrna (2013) i brązowa (2014) medalistka mistrzostw Polski na stadionie. Zdobywała także medale mistrzostw kraju w kategoriach kadetów, juniorów oraz młodzieżowców.
W 2025 roku została trenerką Piotra Liska, zastępując w tej roli Marcina Szczepańskiego.

## Osiągnięcia
| Rok  | Impreza                     | Miejsce | Lokata            | Wynik |
| ---- | --------------------------- | ------- | ----------------- | ----- |
| 2011 | Mistrzostwa Europy juniorów | Tallinn | el. – 16. miejsce | 3,90  |

## Rekordy życiowe
- Skok o tyczce (stadion) – 4,15 (2014)
- Skok o tyczce (hala) – 4,10 (2014)

## Życie prywatne
Od 2016 roku Aleksandra Wiśnik jest żoną lekkoatlety Piotra Liska.